# Droghe (album)
Droghe è il secondo album pubblicato da frate Cesare Bonizzi, conosciuto anche come Frate Metallo.
Il disco è stato autoprodotto da frate Cesare ed è uscito il 6 settembre 2002.

## Tracce
1. È giunto il tempo
2. Acqua e fuoco
3. Non lasciare che sia
4. Qual è il senso?
5. Sciupatori di vita
6. Sei potente?
7. Sesso
8. E c'è chi festeggia
9. Fumo
10. Viva la froga
11. Viaggio
12. Basta
13. Senza te io vivo
14. Overdose
15. Speranza